# Pentanychus hamatus
Pentanychus hamatus is een hooiwagen uit de familie Pentanychidae.